# Abdurrahmanlı, Reşadiye
Abdurrahmanlı là một xã thuộc huyện Reşadiye, tỉnh Tokat, Thổ Nhĩ Kỳ. Dân số thời điểm năm 2011 là 36 người.